# Arachnanthus oligopodus
Arachnanthus oligopodus is een Cerianthariasoort uit de familie van de Arachnactidae. De wetenschappelijke naam van de soort is voor het eerst geldig gepubliceerd in 1891 door Cerfontaine.